# La France
La France és una pel·lícula francesa dirigida per Serge Bozon i estrenada el 2007. La pel·lícula ha estat rodada en 38 dies amb un pressupost d'1,4 milió d'euros.

## Argument
Durant la Primera Guerra mundial, Camille, una jove, el marit de la qual combat al front, rep d'aquest una breu carta de ruptura. Sacsejada, decideix d'anar a buscar-lo, però, rebutjada pel reglament de l'època que prohibeix a les dones desplaçar-se soles, no té altra possibilitat que disfressar-se d'home.

## Repartiment
- Sylvie Testud: Camille
- Pascal Greggory: el tinent
- Guillaume Verdier: el cadet
- François Négret: Jacques
- Laurent Talon: Antoine
- Pierre Léon: Alfred
- Benjamin Esdraffo: Pierre
- Didier Brice: Jean
- Laurent Lacotte: Frédéric
- Bob Boisadan: el guitarrista
- Lionel Turchi: el violonista
- Jean-Christophe Bouvet: Elias
- Emmanuel Lefauvre: el fill d'Elias
- Cécile Reigher: la germana de Camille
- Philippe Chemin: l'agent d'enllaç
- Mehdi Zannad: el sentinella
- amb la participació de Guillaume Depardieu

## Al voltant de la pel·lícula
Sergé Bozon i les cançons del film:
| « | Tenia la impressió que les cançons permetrien en efecte decuplicar un cert tipus d'emocions i fer existir la unitat del grup de manera més emotiva. En una cançó, la noció de grup existeix de seguida de manera unitària, no necessiten contar la seva vida, dir-se que són soldats des de fa molt de temps, etc., ja que canten junts: la música indueix una fraternitat de fet, «en acció». Tenia també la impressió que la pista novel·lesca inicial i amagada després, ja que Camille no pot parlar a ningú del seu marit, de la seva cerca, ressorgia per les cançons de manera inesperada, ja que són cançons d'amor i des de l'únic punt de vista femení. És a dir que són cançons d'amor des del punt de vista d'una dona que, cada vegada, conten una trobada amorosa amb un home estranger en un país estranger. I no és mai el mateix soldat que canta. Com si els soldats tinguessin tots dels dons musicals amagats i que no es podia anticipar fins on la llista d'aquests dons podria anar. | » |

## Premis
- 2007: Premi Jean-Vigo
- 2007: Selecció de La Quinzaine des directeurs al Festival de Canes